# Série EX 600
La série EX 600, créée par la maison de disques BAM est une nomenclature d'édition de disque EP 45 au format 17 cm / 4 titres.

## Préambule
Elle débute en 1963 avec l'édition de titres de Jacques Douai, fraîchement récompensé par un grand prix du disque de l'académie Charles-Cros.

## Catalogue des publications phonographiques: numération détaillée

### Série EX 600 (Édition des EP 17 cm / 45 mono/ puis stéréo)
Index des titres publiés au format EP en 1963
- EX 600 : Jacques Douai  - À Saint-Malo
- EX 601 : Jacques Douai - La Chanson de Tessa
- EX 602 : Jacques Douai - Il n’aurait fallu
- EX 603 : Les hommes bleus : anthologie de la musique populaire marocaine
- EX 604 : Cachemire : expédition lotus - Documents sonores recueillis et enregistrés par Jacques Biltgen (cinéaste), Guy Thomas (photographe), Francine Tissot (documentaliste)
- EX 605 :
- EX 606 : Paul Villaz - L’anthropopithèque
- EX 607 : Claire : La poupée qui chante de Jacques Saintout (BO série d'animation TV)
- EX 608 : Francesca Solleville - Vingt ans
- EX 609 : Lise Médini - Sourires N°2
- EX 610 : Christian Borel - Surinam
- EX 611 : Jacques Douai - Trois Escargots (Jacques Douai Chante pour les enfants n°4)
- EX 612 : Nouvelle-Guinée - Documents sonores recueillis et enregistrés par …
- EX 614 : Hélène Martin - Le Condamné à mort
- EX 615 :
- EX 616 : Christian Borel - Montéhus

Index des titres publiés au format EP en 1964
- EX 617 : Francesca Solleville - Paris-Cayenne
- EX 618 : Francesca Solleville - Nuit Et Brouillard (Reprise du standard de Jean Ferrat
- EX 619 :
- EX 620 : Serge Kerval - Chansons poétiques
- EX 621 : Claude Fonfrède - La danse de la renaissance
- EX 622 : Ping Crawford - Chansons du Far-West N°1
- EX 623 :
- EX 624 : Jacques Marchais - Chanson pour la nommer
- EX 625 : Ping Crawford - Chansons du Far-West N°2
- EX 626 : Jacques Douai & Thérèse Palau - Chants et danses de France
- EX 627 :
- EX 628 : Argentine - Documents folkloriques d'argentine recueillis par Jacques Cornet
- EX 629 : Ile de Paques : Musique du silence (6 titres)

Index des titres publiés au format EP en 1965
- EX 630 : Claude Fonfrède - Les plus fines dentelles
- EX 631 : Francesca Solleville - Les Tuileries
- EX 632 :
- EX 633 : Marie-Claire Pichaud - Les pigeons de Poitiers
- EX 634 : Serge Kerval - Chansons des pays de France
- EX 635 : Francesca Solleville - Marie
- EX 636 : Serge Kerval - Folklore de France
- EX 637 : Marie-Claire Pichaud - Chansons de ce temps-ci
- EX 638 : Philipines - Documents sonores recueillis et enregistrés par Gabriel …
- EX 639 : Roumanie (4 titres)
- EX 640 : Marie-Claire Pichaud - Entre terre et soleil.

Index des titres publiés au format EP en 1966
- EX 641 : Francesca Solleville - La petite juive
- EX 642 : Catherine Derain - Pierrot
- EX 643 : Claude Fonfrède - Monseigneur L’Atome
- EX 644 : Jacques Marchais  - Quand Biron voulut danser
- EX 645 : Jacques Bertin - Corentin
- EX 646 : Phily Form et son ensemble Western - Western folk dances
- EX 647 : Guy Monfaur - Dans ma petite ville

Index des titres publiés au format EP en 1967
- EX 648 : Jean Vasca - Galactea
- EX 649 : Gospel Songs du Vieux Sud - Documents sonores recueillis et enregistrés par Alain Saint-Hilaire et Jean-Claude Berrer
- EX 650 : Ping Crawford - Western and folksongs
- EX 651 : Les indiens du Panama
- EX 652 : Michel Aubert - Si tu voulais
- EX 653 :
- EX 654 : Francesca Solleville - Viêt-Nam / Et je t'appelle
- EX 655 : Jacques Bertin - La Bretagne
- EX 656 : Serge Kerval - Les coiffes noires

Index des titres publiés au format EP en 1968
- EX 657 : Indonésie - Documents sonores recueillis et enregistrés par …
- EX 658 : Afghanistan - Documents sonores recueillis et enregistrés par Jacques Cornet
- EX 659 : Marc Vincent - Le chameau du Finistère

Index des titres publiés au format EP en 1969
- EX 660 : Francesca Solleville - Paul Éluard
- EX 661 : Henri Gougaud - Le gendarme et le voleur
- EX 662 : Françoise Moreau - Comptine en robe de lune
- EX 663 :

Index des titres publiés au format EP en 1970
- EX 664 : Serge Kerval - M’en vas à la fontaine
- EX 665 : Jacqueline Pons - La fille de l'île
- EX 666 : Francesca Solleville - Je t'aime
- EX 667 : Gilles, Jules et Jean - Hugh smack
- EX 668 : Ensemble Achalay - El Condor el passa (musique des Andes)
- EX 669 : Claude Fonfrède - J'aime bien manger, j'aime bien boire
- EX 670 : Serge Kerval - Boute au vent

Index des titres publiés au format EP en 1971
- EX 671 : Henri Gougaud - Nous dormirons ensemble
- EX 672 : Marie-Paule Belle - Le judas
- EX 673 :
- EX 674 : Jacques Douai - Jacques Douai Chante pour les enfants n°5

Index des titres publiés au format EP en 1972
- EX 675 : Mouloudji - Que le temps passe vite